# Победитель (Орловская область)
Победитель — посёлок в Урицком районе Орловской области России.
Входит в состав Архангельского сельского поселения.

## География
Расположен на правом берегу реки Орлица рядом с автомобильной дорогой Р-120 (Орёл — Брянск — Смоленск — граница с Республикой Беларусь), до 31 декабря 2017 года называлась А-141. На противоположном берегу реки находятся деревни Кошелёво и Лукьянчиково.
Через Победитель проходит просёлочная дорога; в посёлке имеется одна улица — Победы, которая выходит на внутриобластную автодорогу.

## Население
| 2010 |
| ---- |
| 14   |